# Spoorlijn Vreden - Stadtlohn
De spoorlijn Vreden - Stadtlohn is een voormalige spoorlijn in de Duitse deelstaat Noordrijn-Westfalen.

## Geschiedenis
De lijn werd in 1902 geopend als een zijlijn van de Spoorlijn Borken - Burgsteinfurt. Deze lijnen waren aangelegd als de Nordbahn van de Westfälische Landes-Eisenbahn (WLE). De Westfälische Landes-Eisenbahn heeft de lijn geëxploiteerd tot 1984. Daarna ging de exploitatie over op de Deutsche Bundesbahn, maar bleef de lijn eigendom van de WLE.
Reeds op 31 mei 1958 werd het personenverkeer op de tussen Vreden en Stadtlohn stilgelegd. Goederenvervoer heeft nog plaatsgevonden tot 31 maart 1988. Na de sluiting van het baanvak Ahaus - Stadlohn in 1975 kon Vreden alleen nog via Borken worden bereikt. De lijn Vreden - Stadtlohn is in 1989 opgebroken.